# Holičky (Třeboň)
Holičky (německy Holitschka) jsou vesnice, část města Třeboň v okrese Jindřichův Hradec v Jihočeském kraji. Nachází se asi 4,5 kilometru východně od Třeboně. Holičky leží v katastrálním území Holičky u Staré Hlíny o rozloze 25,54 km². V katastrálním území Holičky u Staré Hlíny leží i Nová Hlína.

## Historie
První písemná zmínka o vesnici pochází z roku 1789.

## Přírodní poměry
Osou katastrálního území Holičky u Staré Hlíny je řeka Lužnice, jejíž okolí je chráněno v národní přírodní rezervaci Stará a Nová řeka. Severovýchodně od vesnice se nachází rybníky Nový Vdovec a Ženich, které jsou součástí přírodní rezervace Rybníky u Vitmanova. Chráněná je také Novořecká dubová alej.

## Obyvatelstvo
| Rok            | 1869 | 1880 | 1890 | 1900 | 1910 | 1921 | 1930 | 1950 | 1961 | 1970 | 1980 | 1991 | 2001 | 2011 | 2021 |
| -------------- | ---- | ---- | ---- | ---- | ---- | ---- | ---- | ---- | ---- | ---- | ---- | ---- | ---- | ---- | ---- |
| Počet obyvatel | 204  | 224  | 206  | 236  | 239  | 227  | 219  | 138  | 136  | 128  | 120  | 116  | 116  | 184  | 214  |
| Počet domů     | 17   | 18   | 21   | 22   | 20   | 22   | 27   | 31   | 34   | 34   | 30   | 35   | 38   | 58   | 68   |

## Obecní správa
Při sčítání lidu v letech 1850–1983 Holičky byly osadou obce Stará Hlína, se kterým patřily nejprve do okresu Třeboň, ale od roku 1960 v okrese Jindřichův Hradec. Od 1. července 1983 jsou částí města Třeboň v okrese Jindřichův Hradec.

## Pamětihodnosti

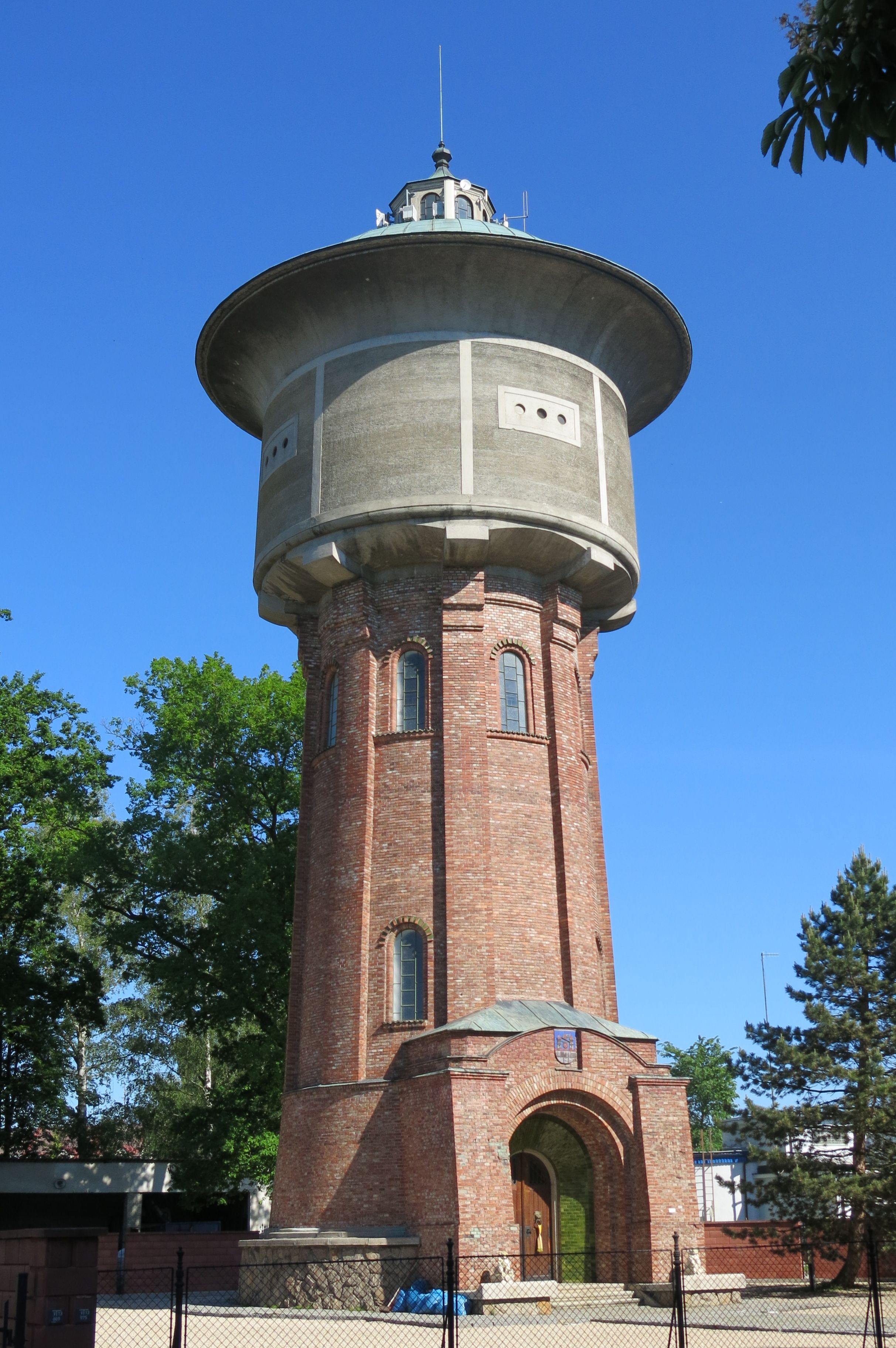
Třeboň-Kotěrova vodárna Na Kopečku

- Na rozhraní katastrálních území Holiček a Třeboně I byla podle návrhu architekta Jana Kotěry v roce 1901 postavena Třeboňská vodárna, a to o pět let dříve než realizoval podobný projekt pro město Nusle a Vršovice na území dnešní Prahy. Interiér věže, bez původního vodárenského vybavení, je veřejně přístupný, od roku 2013 je v něm umístěna galerie buddhistického umění.[8]
- V katastrálním území Holičky u Staré Hlíny jsou objekty národní kulturní památky Rožmberská rybniční soustava.[9]